# Rifiuti marini

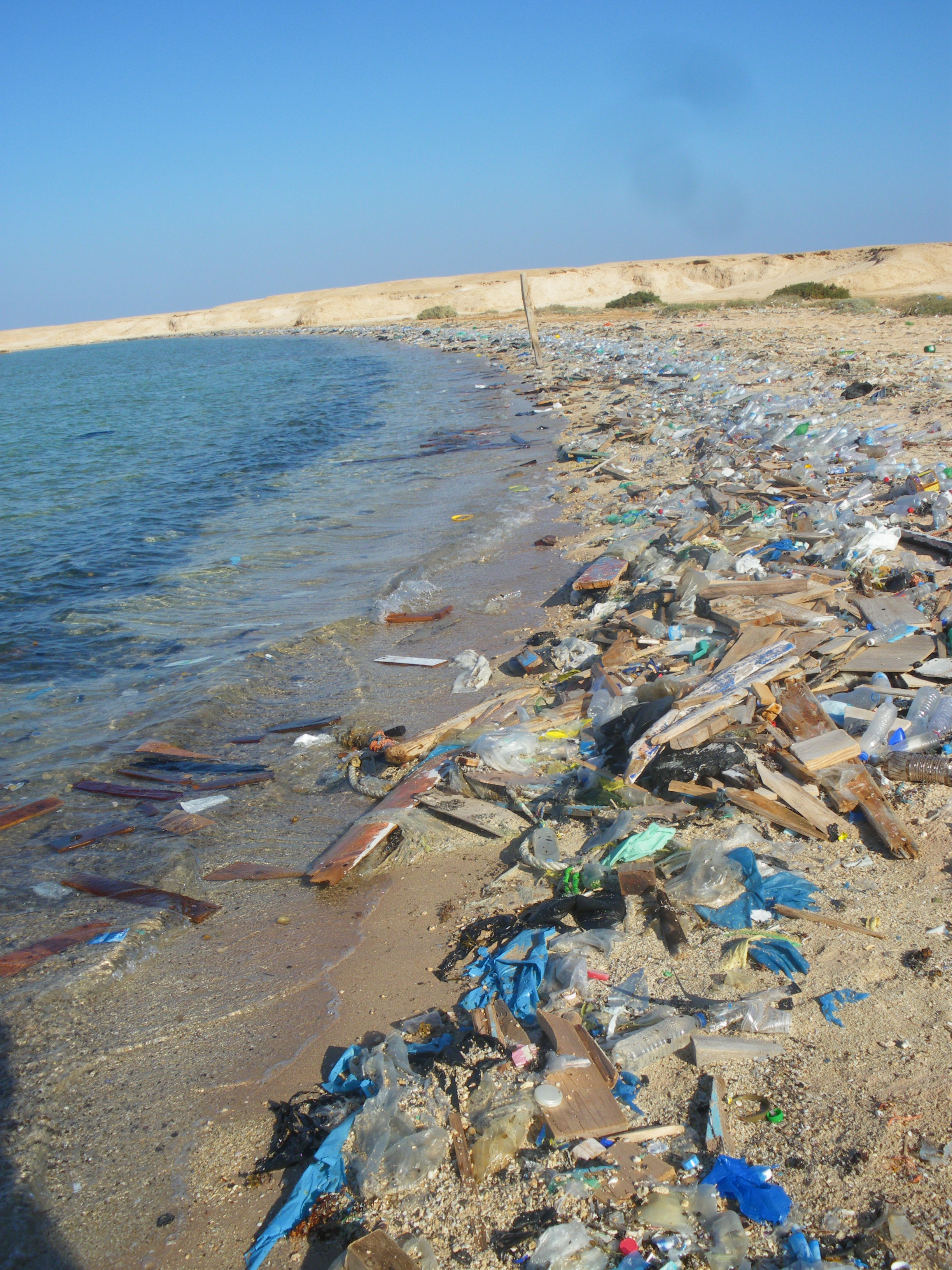
Rifiuti marini ritrovati sulla spiaggia di Sharm el-Naga, in Egitto.

I rifiuti marini, noti anche come detriti marini, sono una forma di inquinamento delle acque libere (mari e oceani) in conseguenza dell'attività umana. Il termine si usa per indicare la dispersione in mare di oggetti costruiti ed utilizzati quotidianamente dall'uomo. I detriti oceanici galleggianti tendono ad accumularsi al centro dei vortici e sulle coste, spesso incagliandosi, e per questo sono noti come rifiuti da spiaggia o tidewrack. Lo smaltimento deliberato dei rifiuti in mare è chiamato dumping oceanico. Sono presenti anche rifiuti di origine naturale, come legni e semi trasportati dalla corrente. 
La plastica è uno dei materiali di rifiuti marini a maggior impatto, sia per l'elevato impiego che per il fatto che non si biodegrada rapidamente, a differenza dei materiali naturali o organici. Per quanto riguarda i rifiuti marini in plastica, la percentuale più importante (~10%) è costituita da reti da pesca danneggiate o perse durante l'utilizzo. La plastica trasportata dall'acqua rappresenta una seria minaccia per i pesci, gli uccelli marini, i rettili marini e i mammiferi marini, nonché per le barche e le coste. 
Anche i rifiuti gettati nelle fognature che finiscono nei corsi d'acqua e quelli provenienti dalle discariche trasportati dal vento e dalle correnti sono ulteriori fattori che contribuiscono a questo problema.
Per prevenire e mediare i rifiuti e gli inquinanti marini sono state emesse leggi e politiche a livello internazionale. L'ONU ha incluso la riduzione dell'inquinamento marino nell'Obiettivo 14 per lo Sviluppo sostenibile "La vita sott'acqua". A seconda della rilevanza delle questioni e dei diversi livelli di contributo, alcuni paesi hanno introdotto politiche di protezione più specifiche. Inoltre, alcune organizzazioni no-profit, ONG e organizzazioni governative stanno sviluppando programmi per raccogliere e rimuovere la plastica dagli oceani. Tuttavia, nel 2017 l'ONU ha stimato che entro il 2050 negli oceani ci sarà più plastica che pesci se non verranno adottate misure sostanziali. 

## Tipi
I ricercatori classificano i detriti in due categorie: di origine terrestre o oceanica. Nel 1991, il Joint Group of Experts on the Scientific Aspects of Marine Pollution (GESAMP) ha stimato all'80% la percentuale di inquinamento marino di origine terrestre, mentre il restante 20% proveniva da eventi catastrofici o fonti marittime. Studi successivi hanno scoperto che più della metà dei detriti di plastica trovati sulle coste coreane provengono dall'oceano. 
Un'ampia varietà di oggetti realizzati dall'uomo possono diventare rifiuti marini: sacchetti di plastica, palloncini, boe, corde, rifiuti sanitari, bottiglie di vetro e plastica, mozziconi di sigarette, accendini, bevande in lattina, polistirolo, lenze e reti da pesca smarrite e vari rifiuti provenienti da navi da crociera e piattaforme petrolifere sono tra gli oggetti comunemente ritrovati a riva. Gli anelli da sei lattine usati per le confezioni multiple di bevande, in particolare, sono considerati emblematici del problema. 
L'esercito statunitense ha scaricato nell'oceano armi e bombe inutilizzate, comprese bombe ordinarie, ordigni inesplosi, mine terrestri e armi chimiche almeno dal 1919 al 1970. Centinaia di tonnellate di ordigni furono smaltiti nel Golfo del Messico e al largo delle coste di almeno 16 stati, dal New Jersey alle Hawaii (anche se questi, ovviamente, non si riversano a terra, e gli Stati Uniti non sono l'unico paese ad aver praticato questo smaltimento). 
L'80% dei rifiuti marini è composto da plastica. Essa si accumula perché in genere non si biodegrada come fanno molte altre sostanze. Questi rifiuti si fotodegradano con l'esposizione alla luce solare, anche se lo fanno solo in condizioni asciutte, poiché l'acqua inibisce la fotolisi. In uno studio del 2014 che utilizzava modelli computerizzati, gli scienziati del gruppo 5 Gyres hanno stimato negli oceani fossero disseminati 5,25 trilioni di pezzi di plastica del peso di 269000 tonnellate, in quantità simili negli emisferi settentrionale e meridionale. 

### Rifiuti marini industriali persistenti

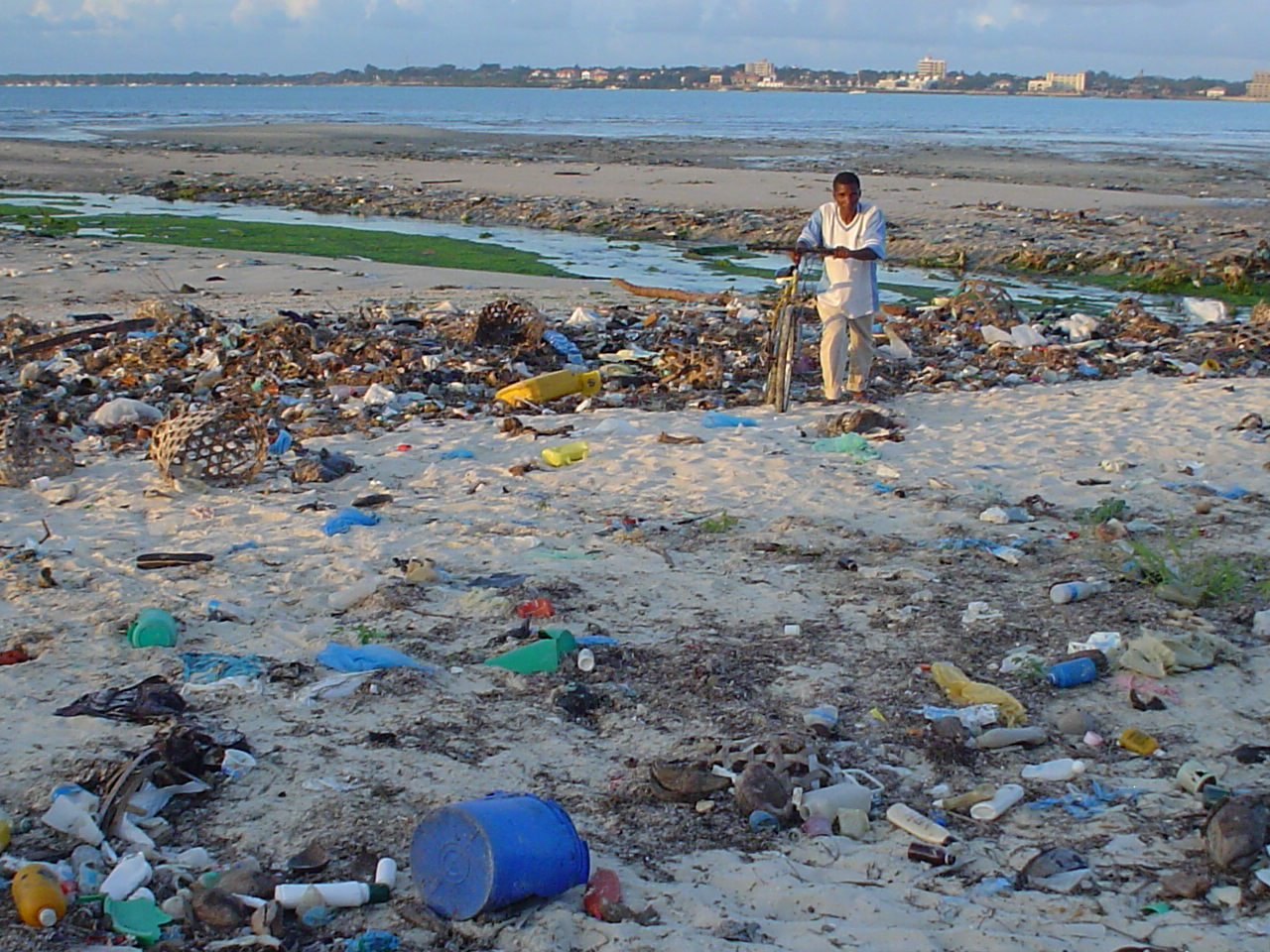
Detriti sulla spiaggia vicino a Dar es Salaam, Tanzania.

Alcuni materiali utilizzati nelle attività industriali non si degradano facilmente, persistono nell'ambiente e tendono ad accumularsi nel tempo. Le attività responsabili dell'inquinamento comprendono l'industria della pesca, la nautica l'acquacoltura che raccolgono o utilizzano risorse nell'ambiente marino e possono perdere o smaltire in mare o lungo le coste attrezzature, materiali, macchinari o rifiuti solidi provenienti da processi industriali, di dimensioni di ogni tipo, dalle particelle di polistirolo fino a intere imbarcazioni. Nel 2003 è stato condotto uno studio per identificare tipi, quantità, fonti ed effetti dei detriti marini industriali persistenti nelle acque costiere e lungo le coste della contea di Charlotte, nel New Brunswicked e stabilire eventuali correlazioni tra la quantità e i tipi di rifiuti marini industriali persistenti e le tipologie delle operazioni industriali nelle vicinanze. Materiali come la plastica o la schiuma possono scomporsi in particelle più piccole e sembrare creature marine commestibili agli animali selvatici come uccelli, cetacei e pesci, che possono mangiare queste particelle scambiandole per cibo. Il materiale indigeribile può accumularsi nell'intestino creando blocchi o un falso senso di sazietà e infine la morte per mancanza di un adeguato apporto di nutrienti.

### Reti fantasma

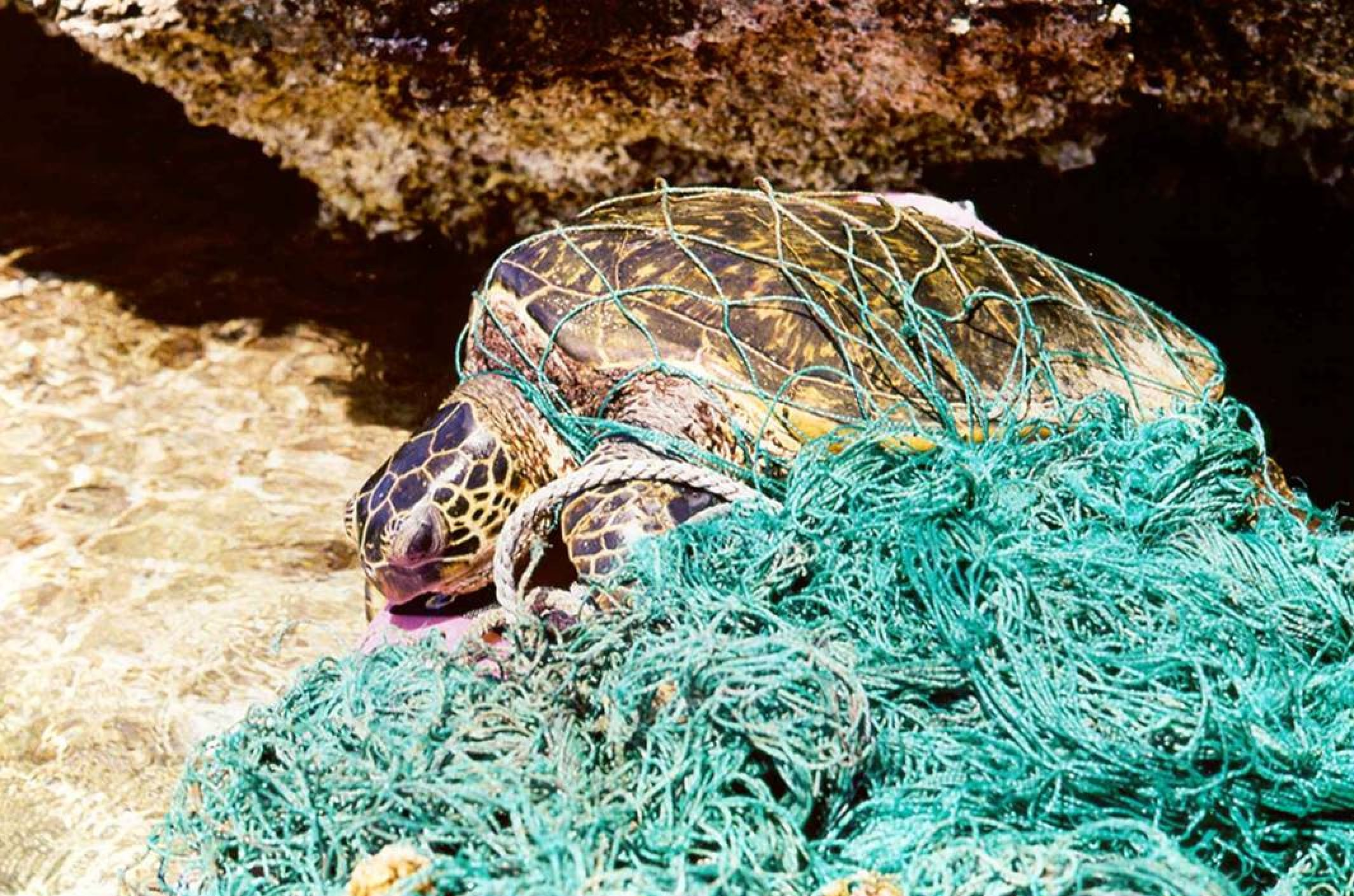
Una tartaruga marina intrappolata in una rete fantasma.

Le reti fantasma sono reti da pesca abbandonate, perse o altrimenti gettate nell'oceano, nei laghi e nei fiumi. Queste reti, spesso quasi invisibili nella penombra, si possono trovare aggrovigliate ad una scogliera rocciosa o alla deriva in mare aperto. Possono intrappolare pesci, delfini, tartarughe marine, squali, dugonghi, coccodrilli, uccelli marini, granchi e altre creature, incluso occasionalmente il subacqueo umano. Agendo come vere e proprie trappole, le reti limitano i movimenti, causando fame, lacerazioni, infezioni e soffocamento agli animali che hanno bisogno di tornare in superficie per respirare. Si stima che ogni anno vengano generate circa 48000 tonnellate di reti fantasma, che possono rimanere negli oceani per un periodo considerevole prima di rompersi.

### Microplastiche
Una preoccupazione crescente riguardo all'inquinamento da plastica nell'ecosistema marino è l'uso di microplastiche, costituite da particelle larghe meno di 5 millimetri, che si trovano comunemente nei saponi per le mani, nei detergenti per il viso e in altri esfolianti. Quando vengono utilizzati questi prodotti, le microplastiche passano attraverso il sistema di filtraggio dell'acqua e finiscono nell'oceano, ma a causa delle loro piccole dimensioni è probabile che sfuggano alla cattura da parte degli impianti di trattamento delle acque reflue. Le microplastiche sono dannose per gli organismi dell'oceano, in particolare per gli organismi filtratori (un sottogruppo di animali che si nutrono filtrando la materia sospesa e le particelle di cibo dall'acqua, come le vongole e le spugne), perché possono facilmente ingerirle e ammalarsi. Le microplastiche sono preoccupanti perché è difficile rimuoverle dall'ambiente a causa delle loro dimensioni ridotte, quindi gli umani possono cercare di evitare l'uso di queste plastiche dannose acquistando prodotti che utilizzano esfolianti sicuri per l'ambiente. Poiché la plastica è ampiamente utilizzata in tutto il pianeta, le microplastiche si sono diffuse in modo significativo nell'ambiente marino. Ad esempio, si possono trovare microplastiche sulle spiagge sabbiose e nelle acque di superficie, nonché nella colonna d'acqua e nei sedimenti marini profondi. Le microplastiche si trovano anche all'interno di molti altri tipi di particelle marine, come il materiale biologico morto (tessuti e conchiglie) e alcune particelle del suolo sospinte dal vento e trasportate nell'oceano dai fiumi. La densità di popolazione e la vicinanza ai centri urbani sono stati considerati i principali fattori che influenzano l'abbondanza di microplastiche nell'ambiente.

### Rifiuti delle profondità marine
I rifiuti marini si trovano anche sul fondo del Mar Glaciale Artico. Sebbene un numero crescente di studi si sia concentrato sull'accumulo di detriti di plastica sulle coste, nelle acque di superficie al largo e su quelli ingeriti da organismi marini che vivono nei livelli superiori della colonna d'acqua, esistono informazioni limitate sui detriti negli strati mesopelagici e più profondi. Gli studi si basano su ricerche attraverso il campionamento del fondale, l'osservazione video tramite veicoli telecomandati (ROV - Remotely Operated Vehicles) e sommergibili ma sono per lo più limitati a progetti una tantum di durata limitata e non sufficiente per estrapolare dati sugli effetti a lungo termine. La ricerca finora ha dimostrato che i detriti nelle profondità oceaniche sono influenzati dalle attività antropiche e che la plastica è stata spesso osservata nelle profondità marine soprattutto nelle aree al largo di regioni densamente popolate, come il Mediterraneo. 
È stato scoperto che i rifiuti costituiti da materiali più densi dell'acqua di superficie, come vetri, metalli e alcune plastiche, si diffondono sul fondo dei mari e degli oceani aperti, dove possono impigliarsi nei coralli e interferire con altri organismi marini, o addirittura rimanere sepolti sotto i sedimenti, rendendo estremamente difficile la pulizia, soprattutto a causa dell'ampia area di dispersione. Le materie plastiche che di solito hanno una galleggiabilità negativa possono affondare a causa dell'adesione del fitoplancton e dell'aggregazione di altre particelle organiche. Altri processi oceanici che influenzano la circolazione, come le tempeste costiere, svolgono un ruolo nel trasferimento di grandi volumi di particelle e detriti. Le caratteristiche topografiche sottomarine possono anche aumentare le correnti discendenti, portando alla ritenzione di microplastiche in determinati luoghi. 
Nel 2017 è stato reso pubblico un database sui rifiuti delle acque profonde del Global Oceanographic Data Center del Japan Agency for Marine-Earth Science and Technology (JAMSTEC), che contiene trent'anni di foto e di campioni raccolti dal 1983. A seguito di 5010 immersioni, utilizzando sia ROV che sommergibili per acque profonde, sono stati contati 3425 detriti di origine artificiale. I due tipi di rifiuti più significativi erano quelli macroplastici, che costituivano il 33% dei detriti trovati (l'89% dei quali era monouso) e quelli metallici, che costituivano il 26%. Residui di plastica sono stati trovati anche sul fondo della Fossa delle Marianne, a una profondità di 10898 m e sacchetti di plastica sono stati trovati impigliati nelle sorgenti idrotermali e nelle comunità di infiltrazioni fredde (luoghi sul fondale marino dove fuoriesce acqua fredda ricca di idrocarburi). 

### Chiazze di immondizia (vortici)
Una chiazza di immondizia (garbage patch) è un vortice di particelle di rifuti marini causato dagli effetti delle correnti oceaniche e dal crescente inquinamento da plastica da parte delle popolazioni umane. Queste raccolte di plastica e altri detriti causate dall'uomo creano problemi ecosistemici e ambientali che influiscono sulla vita marina, contaminano gli oceani con sostanze chimiche tossiche e contribuiscono alle emissioni di gas serra. Una volta trasportati dall'acqua, i rifiuti marini diventano mobili e sono soggetti alle azioni del vento e del flusso delle correnti oceaniche, finendo spesso nel mezzo dei vortici oceanici dove le correnti sono più deboli. Le chiazze di immondizia crescono a causa della diffusa perdita di plastica da parte dei sistemi di raccolta dei rifiuti prodotti dagli umani.

## Fonti

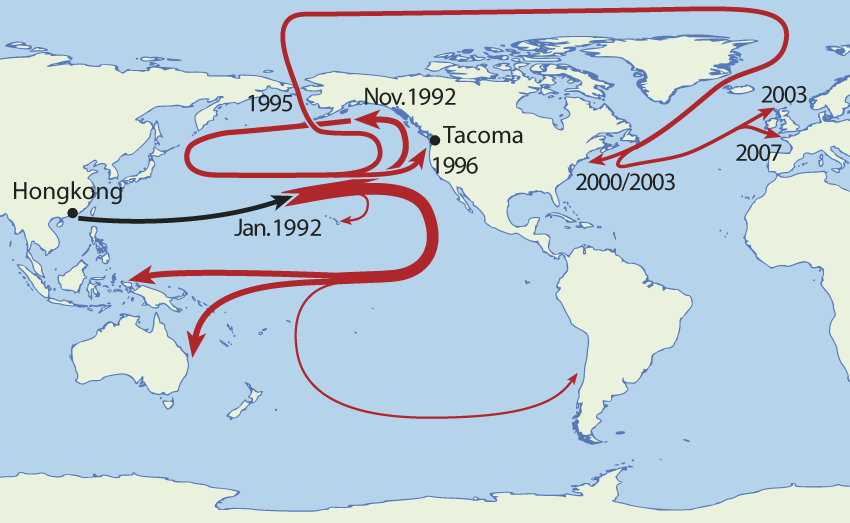
Il viaggio dei Friendly Floatees

I 10 maggiori emettitori di inquinamento oceanico da plastica in tutto il mondo sono (dal più al meno impattante) Cina, Indonesia, Filippine, Vietnam, Sri Lanka, Tailandia, Egitto, Malesia, Nigeria e Bangladesh, in gran parte attraverso i fiumi Yangtze, Indo, Giallo, Hai, Nilo, Gange, fiume delle Perle, Amur, Niger e Mekong, e rappresentano "il 90% di tutta la plastica del mondo che raggiunge gli oceani". 
Si stima che ogni anno circa 10000 container vengano persi in mare dalle navi portacontainer, solitamente durante le tempeste. Una massiccia fuoriuscita di prodotti da una nave si è verificata nell'Oceano Pacifico nel 1992, quando migliaia di paperelle di gomma e altri giocattoli (ora conosciuti come "Friendly Floatees") sono finiti in mare durante una tempesta. Da allora tali giocattoli sono stati ritrovati in tutto il mondo, fornendo una migliore comprensione delle correnti oceaniche. Incidenti simili si sono verificati in precedenza, come quando dalla nave portacontainer Hansa Carrier sono caduti 21 container nel 1990 (uno dei quali conteneva scarpe Nike). 
Nel 2007, la MSC Napoli si incagliò nel Canale della Manica, lasciando cadere centinaia di container, la maggior parte dei quali si arenarono sulla Jurassic Coast, patrimonio dell'umanità. Uno studio del 2021 a seguito della perdita di un contenitore contenente cartucce per stampanti nel 2014 ha stimato che alcune cartucce si erano disperse a una velocità media compresa tra 6 cm e 13 cm al secondo. Un incidente del 1997 della nave Tokio Express al largo delle coste britanniche ha provocato la perdita di un container contenente 5 milioni di pezzi Lego. Alcuni di quei pezzi divennero apprezzati dai collezionisti tanto da cercarli sulle spiagge. Tale incidente ha inoltre fornito preziose informazioni sullo studio del degrado della plastica marina.
Nel porto di Halifax, in Nuova Scozia, il 52% dei rifiuti è stato generato dall'uso ricreativo di un parco urbano, il 14% dallo smaltimento delle acque reflue e solo il 7% dalle attività di spedizione e pesca. Circa quattro quinti dei detriti oceanici provengono da rifiuti gettati in acqua dalle discariche e dal deflusso urbano. 
Alcuni studi mostrano che i rifiuti marini possono essere dominanti in luoghi particolari. Ad esempio, uno studio del 2016 su Aruba ha rilevato che i detriti trovati sul lato sopravvento dell'isola erano prevalentemente detriti marini provenienti da fonti distanti. Nel 2013, sono stati raccolti e analizzati i detriti provenienti da sei spiagge coreane: il 56% è risultato essere "marittimo" e il 44% "terrestre". 
Nel 1987, durante la "Syringe Tide" (un disastro ambientale verificatosi nel Connecticut, nel New Jersey e a New York, dove quantità significative di rifiuti sanitari comprese siringhe ipodermiche e rifiuti grezzi furono trascinati sulle spiagge di quelle zone), i rifiuti sanitari furono portati a riva nel New Jersey dopo essere stati trasportati dalla discarica di Fresh Kills. Nella remota isola sub-antartica della Georgia del Sud, i detriti legati alla pesca, per circa l'80% plastica, furono responsabili del fatto che negli anni novanta un gran numero di Arctocephalus gazella rimasero impigliate in reti da pesca e altri oggetti. 

## Impatti ambientali

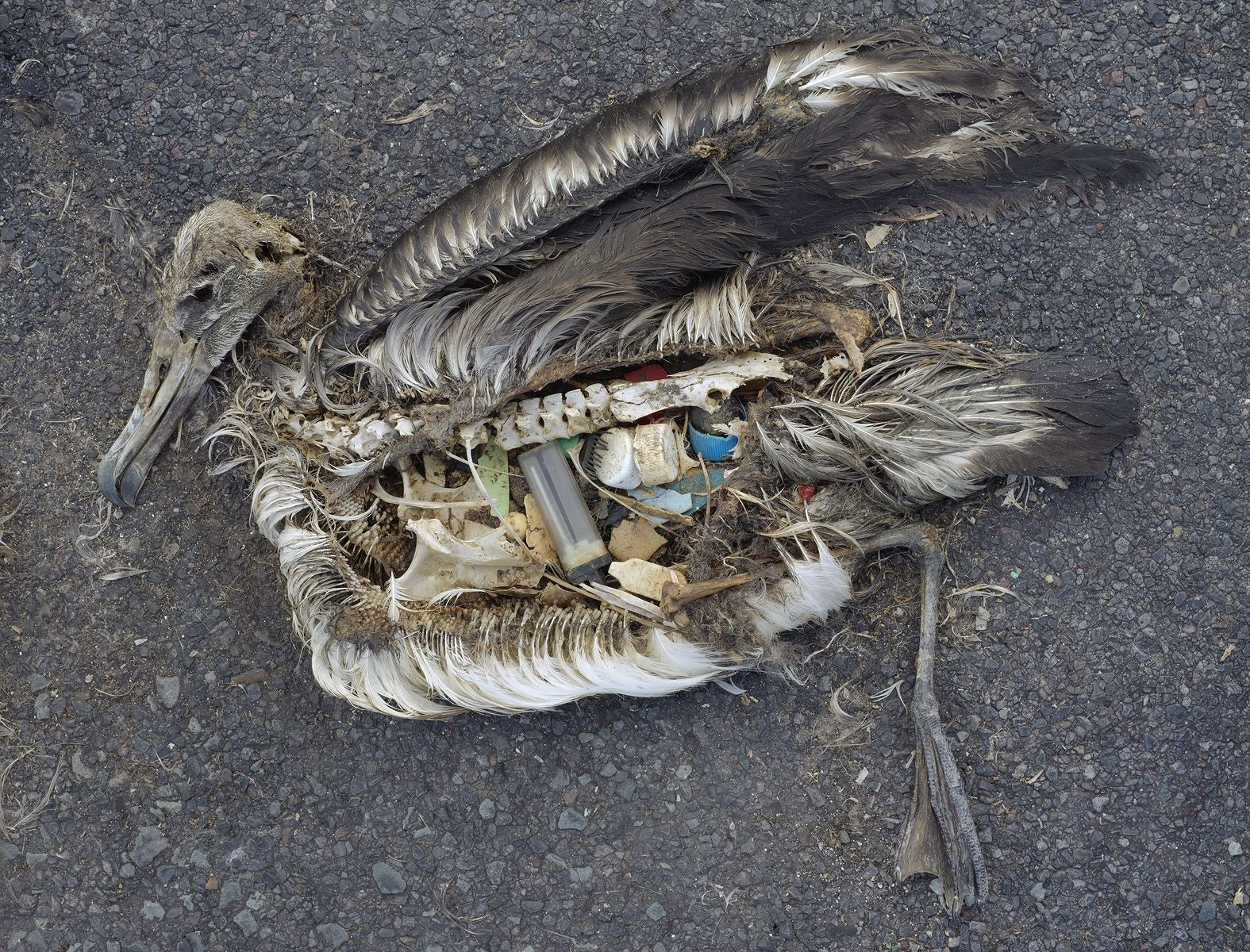
I resti di un Phoebastria immutabilis contenente detriti ingeriti.

Non tutto ciò che viene perso in mare a causa dell'uomo è dannoso. Le strutture in ferro e cemento in genere causano pochi danni all'ambiente perché di solito affondano e diventano immobili sul fondo, e a profondità basse possono persino fornire dei supporti di crescita per barriere coralline artificiali. Navi e vagoni della metropolitana sono stati deliberatamente affondati a tale scopo. 
Inoltre, è noto che i Paguroidea utilizzano pezzi di rifiuti della spiaggia come conchiglia quando non riescono a trovare una vera conchiglia delle dimensioni di cui hanno bisogno. 

### Impatti derivanti dall'inquinamento da plastica
Molti animali che vivono sul mare o nel mare consumano per errore i rifiuti, poiché spesso simili alle loro prede naturali. Complessivamente, è noto che 1288 specie marine ingeriscono detriti di plastica, con i pesci che costituiscono la frazione più grande. I rifiuti ingombranti possono depositarsi permanentemente nel tratto digestivo di questi animali, bloccando il passaggio del cibo e causando la morte per fame o infezione. Le minuscole particelle di plastica galleggianti assomigliano allo zooplancton, che può indurre i filtratori a consumarle e a farle entrare nella catena alimentare dell'oceano. Inoltre, la plastica presente nell'ambiente marino che contamina la catena alimentare può avere ripercussioni sulla possibilità di sopravvivenza di pesci e molluschi. 

### Impatti della pandemia di COVID-19
In Kenya, la pandemia di COVID-19 ha fatto si che circa il 55% dei rifiuti trovati sulle spiagge fosse legato ad essa. Tali rifiuti non hanno però raggiunto l'acqua. La riduzione dei rifiuti nell'oceano potrebbe essere il risultato della chiusura delle spiagge e della mancanza di turismo e frequentazione di esse durante la pandemia, quindi è probabile che meno rifiuti siano finiti nell'oceano durante quel periodo. Ulteriori impatti della pandemia di COVID-19 si sono verificati a Hong Kong, dove le maschere usa e getta sono finite lungo le spiagge delle isole di Soko. Ciò può essere attribuito all'aumento della produzione di prodotti medici (maschere e guanti) durante la pandemia, che ha portato a un aumento dello smaltimento non convenzionale di questi prodotti. 

### Platisfera
Sulla superficie dei rifiuti plastici si sviluppa talvolta un micro-ecosistema detto platisfera composto da batteri, alghe e virus, alcuni dei quali potenzialmente pericolosi per gli organismi marini.

## Rimozione

### Bonifiche costiere e fluviali

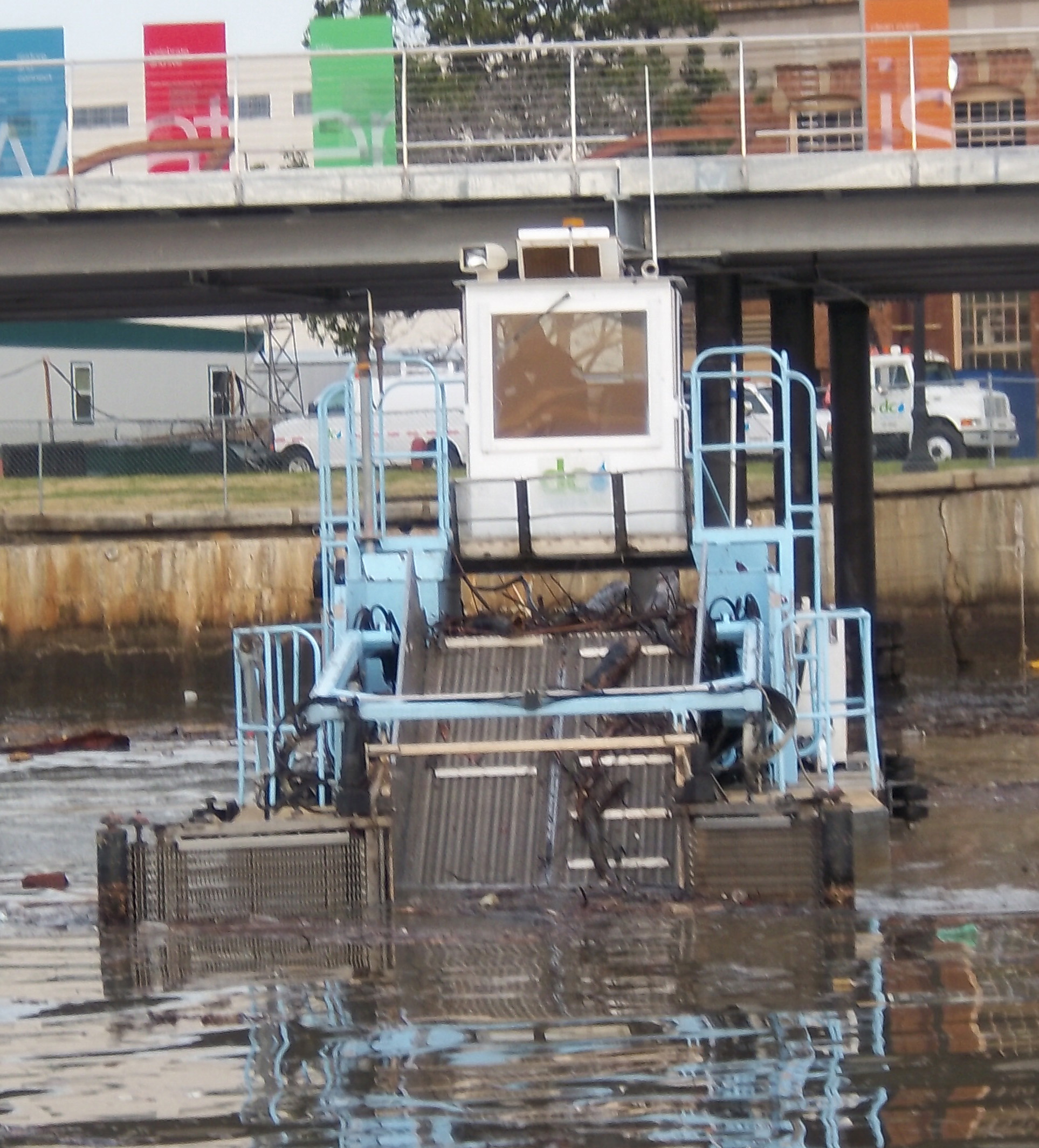
Barca utilizzata per rimuovere detriti galleggianti e rifiuti dai fiumi Potomac e Anacostia.

Le tecniche per la raccolta e la rimozione dei detriti marini (o fluviali) includono l'uso di imbarcazioni apposite e attrezzate per tale scopo. Queste barche possono essere utilizzate laddove i detriti galleggianti rappresentano un pericolo per la navigazione. Ad esempio, il Corpo di Ingegneri dell'Esercito degli Stati Uniti rimuove ogni mese 90 tonnellate di "materiale alla deriva" dalla Baia di San Francisco. Il Corpo svolge questo lavoro dal 1942, anno in cui un idrovolante che trasportava l'ammiraglio Chester W. Nimitz entrò in collisione con un pezzo di detrito galleggiante e affondò, costando la vita al suo pilota. La Ocean Cleanup ha anche creato una nave attrezzata appositamente per ripulire i detriti fluviali, chiamata Interceptor. Una volta che i detriti diventano "rifiuti da spiaggia", vengono utilizzate sia la raccolta manuale che macchine specializzate per la pulizia della spiaggia.
Ci sono anche progetti che stimolano i pescherecci a rimuovere tutti i rifiuti che imbarcano accidentalmente durante la pesca del pesce. 
In alcuni luoghi vengono installate “trappole per rifiuti” su piccoli fiumi per catturare i detriti trasportati dall'acqua prima che raggiungano il mare. Ad esempio, Adelaide nel South Australia gestisce una serie di trappole di questo tipo, note come "trash racks" o "gross pollutant traps" (GPT) sul fiume Torrens, che sfocia (durante la stagione delle piogge) nel Golfo di St Vincent. 
Nei laghi o in prossimità della costa è possibile utilizzare anche la rimozione manuale. La Project AWARE Foundation, ad esempio, promuove l'idea di lasciare che i club subacquei puliscano i rifiuti come esercizio di immersione. 
Una volta all'anno si svolge un'operazione di pulizia dei rifiuti marini a Scapa Flow nelle Orcadi, gestita da Ghost Fishing UK, finanziata da World Animal Protection e Fat Face Foundation. 
La pulizia dei rifiuti marini può essere ostacolata dalla burocrazia, da una collaborazione inadeguata tra le varie componenti del governo e da una serie di autorità di regolamentazione (la responsabilità spesso differisce a seconda della superficie dell'oceano, del fondale marino e della costa). Ad esempio, si stima che ci siano circa 1600 imbarcazioni abbandonate nelle acque della Columbia Britannica. Nel 2019 il governo federale canadese ha approvato una legislazione per rendere illegale l'abbandono di una nave ma l'applicazione è difficoltosa perché spesso è difficile determinare chi possiede una determinata barca poiché ai proprietari non è richiesto avere una licenza: quest'ultima è una responsabilità del governo provinciale. La Dead Boats Disposal Society (una società senza scopo di lucro) con sede a Victoria osserva che la mancanza di applicazione della normativa fa sì che le barche abbandonate vengano spesso lasciate affondare, il che aumenta i costi di pulizia e aggrava il rischio ambientale (a causa di infiltrazioni di carburante, petrolio, plastica e altri inquinanti). 

### Rimozione dei rifiuti dagli oceani
In mare, la rimozione dei rifiuti di origine artificiale è ancora agli inizi. Tuttavia, sono stati avviati alcuni progetti che utilizzano navi con reti (Ocean Voyages Institute/Kaisei 2009 e 2010 e New Horizon 2009) per catturare parte della plastica, principalmente a fini di ricerca.
Il SeaVax di Bluebird Marine System era alimentato a energia solare ed eolica e aveva un trituratore a bordo. La nave Manta dei Sea Cleaners è simile nel concetto. 
Un altro metodo per raccogliere i rifiuti artificiali è stato proposto da Boyan Slat di The Ocean Cleanup, che ha suggerito di utilizzare piattaforme con bracci meccanici per raccogliere i detriti, situate all'interno dei vortici e delle correnti oceaniche. La nave SAS Ocean Phoenix è in qualche modo simile nel design. 
Nel giugno 2019, l'Ocean Voyages Institute ha condotto una pulizia utilizzando localizzatori GPS e attrezzature marittime esistenti nella zona di convergenza subtropicale del Pacifico settentrionale, stabilendo il record per la più grande pulizia in mezzo all'oceano realizzata nel vortice del Pacifico settentrionale e rimuovendo dall'oceano oltre 40 tonnellate di reti polimeriche e rifiuti di plastica di consumo. 
Nel maggio/giugno 2020, l'Ocean Voyages Institute ha condotto un'altra spedizione di pulizia nel Gyre e ha stabilito un nuovo record per la più grande pulizia in mezzo all'oceano realizzata nel Pacific Trash Vortex del Pacifico settentrionale, rimuovendo dall'oceano oltre 170 tonnellate di plastica di consumo e reti fantasma. Sfruttando localizzatori satellitari GPS progettati su misura che vengono utilizzati dalle navi, l'Ocean Voyages Institute è in grado di tracciare con precisione le reti fantasma e inviare navi attrezzate alla pulizia degli oceani per rimuoverle. La tecnologia GPS Tracker viene combinata con le immagini satellitari aumentando la capacità di localizzare i rifiuti di plastica e le reti fantasma in tempo reale. Ciò aumenta notevolmente l'efficienza della pulizia. 
Un altro problema è che la rimozione dei rifiuti marini dall'oceano può potenzialmente causare più danni che benefici. La pulizia delle microplastiche potrebbe anche eliminare accidentalmente il plancton, che è il principale gruppo alimentare di livello inferiore nella catena alimentare marina e oltre la metà della fotosintesi sulla terra. Uno dei modi più efficienti ed economici per contribuire a ridurre la quantità di plastica presente negli oceani è evitare l'utilizzo della plastica monouso, evitare bevande in bottiglie di plastica, utilizzare borse della spesa multiuso e acquistare prodotti con imballaggi riutilizzabili. 

## Leggi e trattati
L'oceano è un bene globale, quindi le esternalità negative dei rifiuti marini non vengono solitamente sperimentate dal produttore. Negli anni cinquanta, l'importanza dell'intervento governativo con il protocollo sull'inquinamento marino fu riconosciuta in occasione della Prima Conferenza sul diritto del mare. 
Lo scarico oceanico è controllato dal diritto internazionale, tra cui:
- La Convenzione di Londra (1972) – un accordo delle Nazioni Unite per controllare lo scarico negli oceani[92]. Questa Convenzione sulla prevenzione dell'inquinamento marino dovuto allo scarico di rifiuti e altri materiali era composta da ventidue articoli che affrontavano le aspettative delle parti contraenti[93]. I tre allegati definiscono molti composti, sostanze e materiali il cui deposito nell'oceano è inaccettabile. Esempi di tali materiali includono: composti di mercurio, piombo, cianuro e rifiuti radioattivi[94].
- MARPOL 73/78 – una convenzione progettata per ridurre al minimo l'inquinamento dei mari, compresi gli scarichi, l'inquinamento da idrocarburi e gas di scarico[95]. La convenzione MARPOL originale non considerava lo scarico dalle navi, ma è stata rivista nel 1978 per includere restrizioni sulle navi marittime[96].
- UNCLOS – firmata nel 1982, ma entrata in vigore nel 1994, la Convenzione delle Nazioni Unite sul diritto del mare ha sottolineato l'importanza di proteggere l'intero oceano e non solo determinate regioni costiere[97]. L'UNCLOS ha imposto restrizioni all'inquinamento, compresa una pressione sulle fonti terrestri[98].

### Legge australiana
Una delle prime leggi anti-dumping fu la Beaches, Fishing Grounds and Sea Routes Protection Act 1932, che proibiva lo scarico di "immondizia, spazzatura, ceneri o rifiuti organici" da "qualsiasi nave nelle acque australiane" senza previa autorizzazione scritta da parte del governo federale. Richiedeva anche il permesso per l'affondamento. La legge è stata approvata in risposta alle grandi quantità di rifiuti depositati sulle spiagge di Sydney e Newcastle da navi fuori dalla portata dei governi locali e del governo del New South Wales. È stata abrogata e sostituita dalla Environment Protection (Sea Dumping) Act 1981, che ha dato attuazione alla Convenzione di Londra. 

### Diritto europeo
Nel 1972 e nel 1974 si tennero convenzioni rispettivamente a Oslo e Parigi, che portarono all'approvazione della Convenzione OSPAR, un trattato internazionale che controlla l'inquinamento marino nell'Oceano Atlantico nord-orientale. La Convenzione di Barcellona protegge il Mar Mediterraneo. La "Direttiva Quadro sulle acque" del 2000 è una direttiva dell'Unione Europea che impegna gli Stati membri dell'UE a liberare le acque interne e costiere dall'influenza umana. Nel Regno Unito, il Marine and Coastal Access Act 2009 è progettato per "garantire oceani e mari puliti, sani, sicuri, produttivi e con biodiversità, mettendo in atto sistemi migliori per garantire uno sviluppo sostenibile dell'ambiente marino e costiero". Nel 2019, il Parlamento europeo ha votato a favore di un divieto a livello europeo di prodotti di plastica monouso come: cannucce, posate, piatti, contenitori per bevande e alimenti (anche di polistirolo), agitatori per bevande, borse per la spesa e bastoncini cotonati. La legge è entrata in vigore nel 2021. 

### Legge degli Stati Uniti

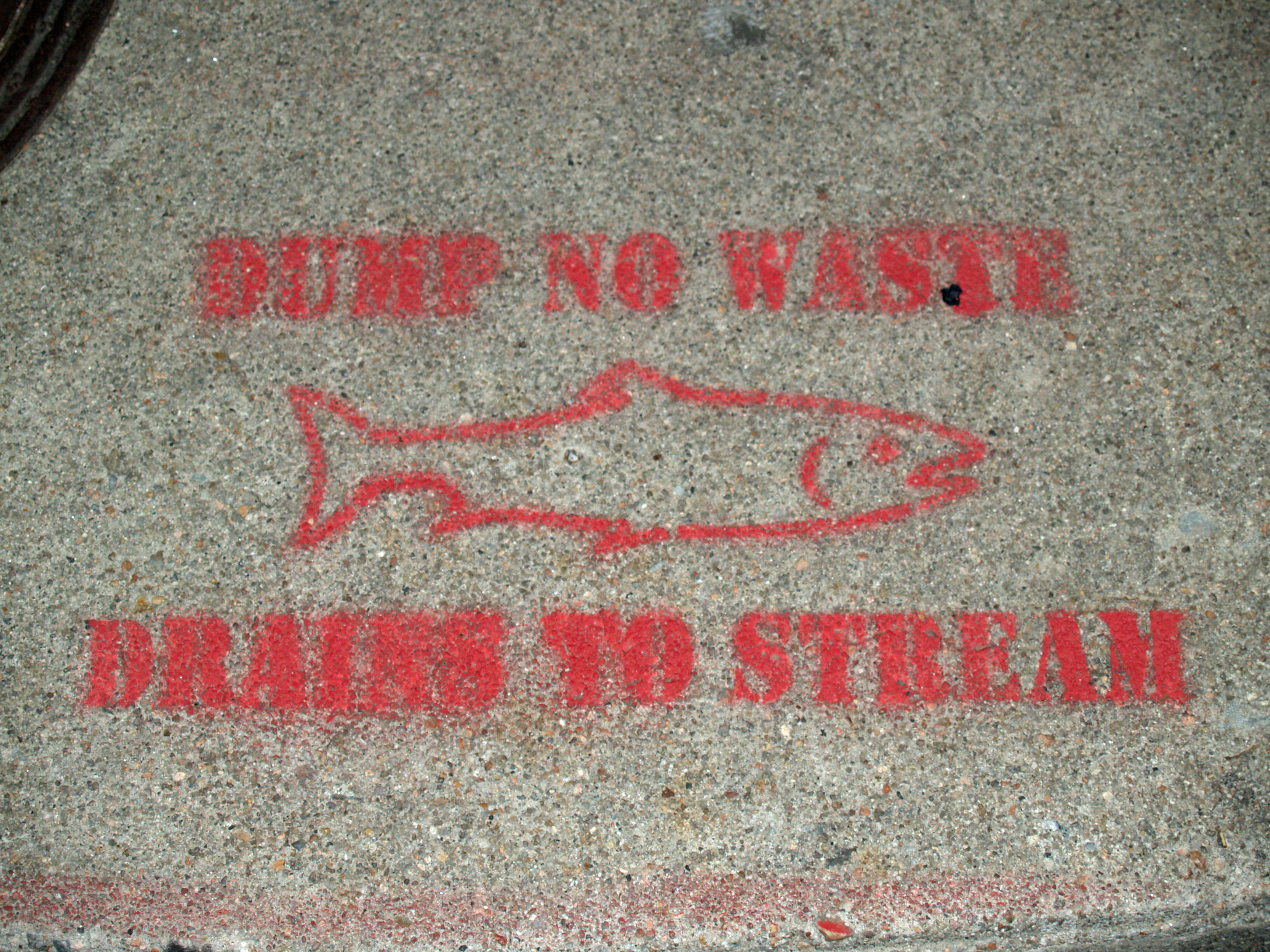
Un cartello sopra una fogna a Colorado Springs avverte le persone di non inquinare il ruscello locale scaricando materiale e sostanze nocive. L'80% dei rifiuti marini raggiunge il mare attraverso i fiumi.

Nelle acque degli Stati Uniti sono state osservate molte conseguenze dell'inquinamento, tra cui: zone ipossiche (ossia con carenza di ossigeno), fioriture di alghe dannose e specie minacciate. Nel 1972, il Congresso degli Stati Uniti approvò l'Ocean Dumping Act, conferendo all'Environmental Protection Agency il potere di monitorare e regolamentare lo scarico di fanghi da depurazione, rifiuti industriali, rifiuti radioattivi e materiali a rischio biologico nelle acque territoriali della nazione. La legge è stata modificata sedici anni dopo per includere i rifiuti sanitari. È illegale smaltire qualsiasi plastica nelle acque degli Stati Uniti. 

### Proprietà
Il diritto sulla proprietà, il diritto della navigazione e la Convenzione delle Nazioni Unite sul diritto del mare possono essere rilevanti quando in mare vengono rinvenute proprietà smarrite o abbandonate. La legge sul salvataggio premia i soccorritori che rischiano la vita e la proprietà per salvare quella altrui da un pericolo. Sulla terraferma la distinzione tra perdita intenzionale e accidentale ha portato al concetto di "scoperta del tesoro" (treasure trove, ossia una proprietà di cui non si conosce il proprietario). Nel Regno Unito, le merci naufragate dovrebbero essere segnalate a un ufficio o agenzia appositi con un relativo funzionario abilitato (chiamato Receiver of Wreck) e, se identificabili, dovrebbero essere restituite al legittimo proprietario. 

## Attivismo
Un gran numero di gruppi e individui sono attivi nella prevenzione o nell'educazione sui rifiuti marini. Ad esempio, 5 Gyres è un'organizzazione volta a ridurre l'inquinamento da plastica negli oceani ed è stata una delle due organizzazioni che hanno effettuato ricerche sul Great Pacific Garbage Patch.
Heal the Bay è un'altra organizzazione, focalizzata sulla protezione della Baia di Santa Monica in California, che sponsorizza programmi di pulizia delle spiagge insieme ad altre attività. 
Marina DeBris è un'artista che concentra la maggior parte del suo lavoro sulla sensibilizzazione delle persone al tema dei detriti producendo arte riutilizzando rifiuti trovati sulle spiagge. 
Siti web interattivi come Adrift tracciano dove viene trasportata la plastica marina, nel tempo, dalle correnti oceaniche mondiali.
L'11 aprile 2013, per creare consapevolezza, l'artista Maria Cristina Finucci ha fondato il Garbage Patch State presso l'UNESCO a Parigi davanti alla direttrice generale Irina Bokova. Primo di una serie di eventi patrocinati dall'UNESCO e dal Ministero dell'Ambiente italiano. 
48 produttori di plastica provenienti da 25 paesi, membri della Global Plastic Associations per soluzioni sui rifiuti marini, si sono impegnati a contribuire a prevenire i rifiuti marini e a incoraggiare il riciclaggio. 

### Mitigazione
I rifiuti marini sono un problema diffuso, non solo il risultato delle attività svolte nelle regioni costiere. 
I residui di plastica provenienti dagli Stati interni (gli Stati degli Stati Uniti diversi da quelli della fascia settentrionale e da California, Alaska e Hawai) provengono da due fonti principali: rifiuti ordinari e materiali provenienti da discariche a cielo aperto che vengono soffiati o trascinati via nei corsi d'acqua interni e nei deflussi delle acque reflue. I rifiuti trovano infatti la loro strada dai corsi d'acqua interni, dai fiumi, dai ruscelli e dai laghi fino all'oceano. Sebbene la pulizia degli oceani e delle aree costiere sia importante, è fondamentale affrontare il problema dei rifiuti di plastica che provengono dagli Stati interni e senza sbocco sul mare. 
A livello di sistema, esistono vari modi per ridurre la quantità di detriti che entrano nei corsi d'acqua:
- Migliorare il trasporto dei rifiuti da e verso i siti di destinazione utilizzando lo stoccaggio e la spedizione in contenitori chiusi.
- Limitare le strutture a cielo aperto per i rifiuti posizionate vicino ai corsi d'acqua.
- Promuovere l'uso di combustibili derivati dai rifiuti. La plastica usata che ha un basso valore residuo (ossia qualsiasi tipo di plastica i cui costi di raccolta e trattamento sono superiori ai ricavi generati dalla vendita della stessa una volta recuperata[123]) spesso non viene riciclata ed è più probabile che si disperda nell'oceano[124]. Tuttavia, la trasformazione di queste plastiche indesiderate, che altrimenti rimarrebbero nelle discariche, in combustibili derivati dai rifiuti ne consente un ulteriore utilizzo; possono essere utilizzate come combustibili supplementari nelle centrali elettriche.
- Migliorare i tassi di recupero della plastica (ad esempio nel 2012, gli Stati Uniti hanno generato 11,46 milioni di tonnellate di rifiuti di plastica, di cui solo il 6,7% è stato recuperato[125]).
- Adattare le strategie di "responsabilità estesa del produttore" (una metodica di gestione che incoraggia le aziende a progettare prodotti riciclabili e a scegliere processi di produzione sostenibili) per rendere i produttori responsabili della gestione dei prodotti quando questi ultimi e il loro imballaggio diventano rifiuti; incoraggiare la progettazione di prodotti riutilizzabili per ridurre al minimo gli impatti negativi sull'ambiente[126].
- Vietare l'uso dei filtri per sigarette e istituire un "sistema di deposito su cauzione" per le sigarette elettroniche (simile a quello utilizzato per le bombole di gas propano)[127]. Tale sistema è detto anche DRS (Deposit-refund system) o "sistema di restituzione del deposito" ed è un supplemento economico su un prodotto al momento dell'acquisto e uno sconto quando viene restituito.

I consumatori possono contribuire a ridurre la quantità di plastica che entra nei corsi d'acqua riducendo l'uso di plastica monouso, evitando le microsfere di plastica e partecipando alla pulizia delle spiagge di fiumi o laghi.

## Legname alla deriva

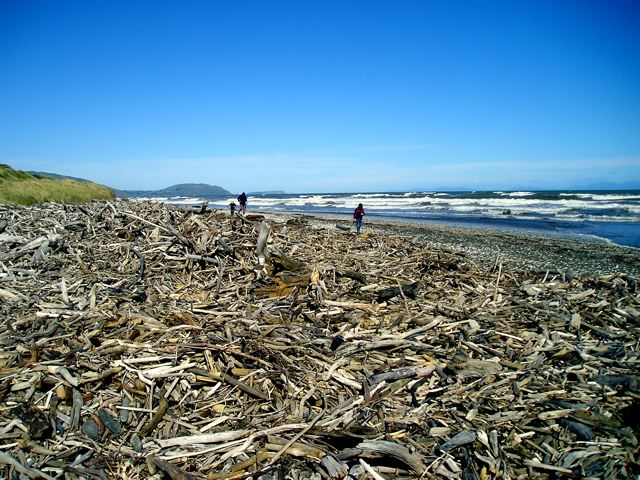
Una spiaggia sulla costa occidentale della Nuova Zelanda ricoperta da legname alla deriva.

Il legname galleggiante (o "legname alla deriva" o "driftwood") è legno che è stato trascinato sulla riva o sulla spiaggia di un mare, lago o fiume dall'azione di venti, maree o onde e forma detriti marini naturali.
In alcune zone del litorale, i legni galleggianti rappresentano un grave fastidio. Tuttavia, i legni forniscono riparo e cibo agli uccelli, ai pesci e ad altre specie acquatiche mentre galleggiano nell'oceano. Isopodi, teredini e batteri decompongono il legno e lo trasformano gradualmente in sostanze nutritive che vengono reintrodotte nella rete alimentare. A volte, il legno parzialmente decomposto viene portato a riva, dove anche in quel caso ospita uccelli, piante e altre specie. Il legname galleggiante può diventare la base per le dune di sabbia.
Con l'avvento delle pratiche di disboscamento industriale, la quantità globale di legname galleggiante è diminuita. I primi resoconti indicano che il legname galleggiante era in passato abbondante. Le prime fotografie della costa del Pacifico rivelano una maggiore quantità di legni sulle spiagge rispetto a quelli presenti oggi. Allo stesso modo, durante un viaggio a Dixon Entrance alla fine del 1800, George A. Dorsey (un etnografo americano che si occupò delle popolazioni indigene delle Americhe) registrò che molte spiagge erano "colme di detriti, spesso fino a un'altezza di 60 piedi [circa 18 metri] o più". Anche lo scioglimento del ghiaccio polare può contribuire al declino del legname galleggiante siberiano nell'Atlantico poiché il ghiaccio marino consente ad esso di percorrere distanze maggiori senza bagnarsi.
Con il legno trovato sulle spiagge o lungo le rive dei fiumi vengono realizzate opere d'arte.
L'EPA include i legni galleggianti nel suo elenco di "Articoli che non dovresti mai bruciare nel tuo apparecchio [a legna]", perché "rilasceranno sostanze chimiche tossiche quando bruciati". 
Anche il governo della Columbia Britannica sconsiglia di bruciare legname galleggiante, poiché la reazione degli ioni cloruro con altri materiali potrebbe rilasciare diossine nel fumo.

## Semi e frutti alla deriva

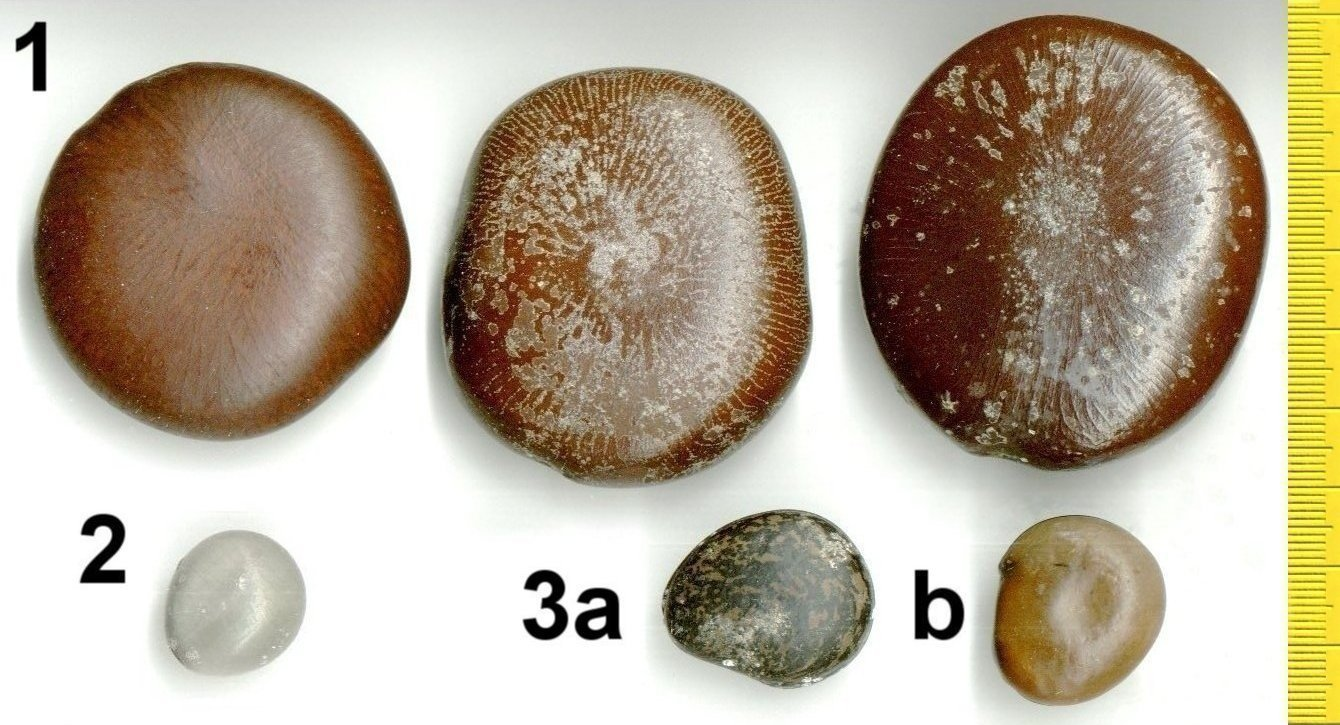
Semi di tre specie di leguminose rinvenuti a Kanda, sulla costa meridionale del Mozambico nel maggio 2004: 1 - Entada rheedii. 2 - Caesalpinia bonduc. 3 - Mucuna gigantea.

I semi alla deriva (anche chiamati fave di mare o semi galleggianti o drift seed) e i frutti alla deriva (o frutti galleggianti o drift fruits) sono semi e frutti che si disperdono a lunga distanza tramite l'acqua e fanno parte dei detriti marini naturali. La maggior parte è prodotta da alberi tropicali e può essere trovata su spiagge lontane rispetto al loro habitat di partenza dopo essere stata trasportata per migliaia di chilometri attraverso le correnti oceaniche. Questo fenomeno ha affascinato molti famosi esploratori, tra cui Charles Darwin e Thor Heyerdahl.

### Semi alla deriva
Le principali topologie sono:
- Caesalpinia bonduc
- Caesalpinia major
- Carapa guianensis
- Entada gigas
- Entada rheedii
- Erythrina fusca
- Erythrina variegata
- Mucuna
- Lathyrus japonicus
- Ormosia spp.
- Terminalia catappa

### Frutti alla deriva
Le principali topologie sono:
- Barringtonia asiatica
- Cocos nucifera
- Grias cauliflora
- Heritiera littoralis
- Lodoicea maldivica
- Manicaria saccifera
- Pandanus spp.